# طن أمريكي
طن أمريكي (بالإنجليزية: Short ton)‏ هو وحدة قياس كتلة تساوي 2000 رطل (907.18474 كيلو غرام) ، تستخدم هذه الوحدة في الولايات المتحدة باسم طن .